# (34763) 2001 QV189
2001 QV189 (asteroide 34763) é um asteroide da cintura principal. Possui uma excentricidade de 0.06567590 e uma inclinação de 13.54718º.
Este asteroide foi descoberto no dia 22 de agosto de 2001 por LINEAR em Socorro.